# CAS Space
CAS Space ou Zhongke Aerospace (en chinois 广州中科宇航探索技术有限公司) est une société chinoise, créée en 2018 par l'Académie chinoise des sciences, qui développe une famille de lanceurs capables de placer en orbite basse des satellites d'une masse de quelques tonnes. La société, dont le siège est à Pékin et la base industrielle à Canton, a développé le lanceur léger Lijian 1 (Zhongke-1A/Kinetica 1) à propergol solide dont le vol inaugural a eu lieu le 27 juillet 2022. CAS Space développe un lanceur de moyenne puissance baptisé Lijian-3 qui utilise des moteurs-fusées à ergols liquides développés en interne et est partiellement réutilisable.

## Historique
La société CAS Space fait partie de la dizaine de start-up chinoises (parmi celles-ci, les plus connues sont OneSpace, LandSpace et iSpace) créées durant la décennie 2010 dans le but de se positionner sur le marché du lancement des petits satellites en développant une famille de micro-lanceurs. Ces créations font suite à la décision du gouvernement chinois prise en 2014 d'ouvrir ce secteur d'activité à la concurrence. Ces sociétés bénéficient d'une aide à la fois de l'agence nationale chargée de superviser les développements dans le domaine spatial (l'Administration d'État pour la Science, la Technologie et l'Industrie de la Défense nationale ou SASTIND) et du principal groupe industriel national impliqué dans le secteur spatial, la Société de sciences et technologies aérospatiales de Chine (CASC),.
CAS Space fait partie de la seconde vague de ces start-ups. Elle est créée en 2018 par l'Académie chinoise des sciences. Son siège est à Pékin et sa base industrielle est située dans la ville de Canton (sud de la Chine). Elle y dispose d'un établissement situé dans la cité scientifique de Nansha, une zone industrielle spécialisée de 99 km² dont les villes de Canton, Hong Kong et Macao veulent un des centres majeurs de l'industrie spatiale chinoise. CAS Space y débute en septembre 2020 la construction sur un site de 40 hectares de son établissement industriel qui aura la capacité à terme de fabriquer 30 lanceurs par an. La société prévoit de développer dans un premier temps un lanceur léger à propergol solide (Lijian 1, aussi nommé Zhongke-1A ou Kinetica 1) pouvant placer 2 tonnes en orbite basse avant de développer des lanceurs plus complexes utilisant une propulsion à ergols liquides. Lijian 1 utilise des étages à propergol solide qui sont fournis par le spécialiste chinois du domaine AASPT. Par ailleurs, CAS Space a un accord stratégique avec le constructeur de satellites d'observation de la Terre Changguang Satellite Technology (CGST) filiale de l'institut d'optique, de mécanique de précision et de physique de Changchun. Ce dernier constitue une des branches de l'Académie chinoise des sciences.
Le vol inaugural du lanceur Lijian 1 (Zhongke-1A/Kinetica 1) a lieu en juillet 2022. La fusée, qui décolle du Centre spatial de Jiuquan, place 6 satellites sur une orbite basse. La société prévoit d'effectuer également des lancements depuis une plateforme en mer en utilisant une plateforme mobile dont le port d'attache est Haiyang dans la province de Shandong.
En janvier 2023, CAS Space inaugure son établissement industriel de Canton. CAS Space prévoit de développer toute une famille de lanceurs. Le plus puissant, baptisée Lijian-3 ou PR-3, est partiellement réutilisable et utilise des moteurs à ergols liquides (kérosène) Xuanyuan. Elle doit permettre de lancer 13,8 tonnes sur une orbite héliosynchrone dans sa version non réutilisable et 10,5 tonnes dans sa version réutilisable. Début 2023, le premier vol était prévu en 2026.
Trois lancements de la fusée Lijian 1 étaient prévus en 2023. Un seul a lieu en juin 2023 et place 26 satellites en orbite établissant un nouveau record pour l'industrie spatiale chinoise.
La société CAS Space développe également e lanceur spatial moyen Lijian-2 (12 tonnes en orbite basse) dont le premier vol est planifié en 2025. Une version partiellement réutilisable est planifiée avec un premier vol programmé en 2028.

## Produits

### Lijian 1
Lijian 1 (Zhongke-1A/Kinetica 1) est un lanceur léger dont le premier étage semble dérivé du missile balistique intercontinental à longue portée DF-31. Il est haut de 31 m pour un diamètre de 2,65 m. Sa masse au décollage est de 135 t (deux fois celle du lanceur à propergol solide Longue Marche 11). C'est le plus gros lanceur à propergol solide chinois. Il comporte quatre étages dont la poussée est respectivement de 200, 100, 50 et 10 tonnes. La coiffe a un diamètre de 3,35 mètres.

### Lijian 2
Lijian 2 (Kinetica 2) est un lanceur moyen bi-étages non réutilisable haut de 53 mètres et d'une masse de 628 tonnes propulsé par des moteurs à ergols liquides brulant un mélange de kérosène et d'oxygène liquide. Le premier étage est constitué d'un cœur flanqué de deux étages identiques : chacun de ces composants d'un diamètre de 3,35 mètres est propulsé par trois moteurs-fusées YF-102. La poussée au décollage est de 766 tonnes. Le lanceur est capable de placer une charge utile de 12 tonnes  en orbite basse et 7,8 tonnes en orbite héliosynchrone. Une version réutilisable du lanceur est planifiée pour 2028.